# Skolezitachat
Als Skolezitachat werden Pseudomorphosen von Achat nach Skolezit bezeichnet.
Die Skolezitachate entstammen basaltischen Gesteinen aus der Rheinhessischen Schweiz westlich von Alzey in Rheinland-Pfalz, dem sogenannten Rotliegenden (Perm, ca. 280 Mio. Jahre alt). Meist findet man sie jedoch umgelagert in jüngeren Sedimenten der Wiesbachterrasse (Tertiär). Diese Pseudomorphosen können jedoch nicht einzig dem Skolezit zugeschrieben werden. Viele Stücke weisen auch auf andere Minerale wie z. B. Aragonit, Baryt, Calcit und verschiedene Zeolithe hin.